# Artur Ekert
Artur Konrad Ekert (né le 19 septembre 1961) est un professeur polono-britannique de physique quantique au Mathematical Institute de l'Université d'Oxford, professeur titulaire en physique quantique et cryptographie au Merton College d'Oxford, Lee Kong Chian Centennial Professor à l'Université nationale de Singapour et directeur fondateur du Centre for Quantum Technologies (CQT). Ses intérêts de recherche s'étendent sur la plupart des aspects du traitement de l'information dans les systèmes de mécanique quantique, avec un accent sur la communication quantique et le calcul quantique. Il est surtout connu comme l'un des pionniers de la cryptographie quantique.

## Jeunesse
Artur Ekert est né à Wrocław et étudie la physique à l'université Jagellonne de Cracovie et à l'université d'Oxford. Entre 1987 et 1991, il est étudiant au Wolfson College d'Oxford. Dans sa thèse de doctorat, il montre comment l'intrication quantique et la non-localité peuvent être utilisées pour distribuer des clés cryptographiques en toute sécurité.

## Carrière
En 1991, il est élu chercheur junior puis (1994) chercheur au Merton College d'Oxford. À l'époque, il crée le premier groupe de recherche en cryptographie et calcul quantiques, basé au Laboratoire Clarendon, à Oxford. Par la suite, il évolue pour devenir le Center for Quantum Computation, maintenant basé au DAMTP à Cambridge.
Entre 1993 et 2000, il occupe le poste de membre de la Royal Society Howe Fellow. En 1998, il est nommé professeur de physique à l'université d'Oxford et boursier et tuteur en physique au Keble College d'Oxford. De 2002 jusqu'au début de 2007, il est professeur Leigh-Trapnell de physique quantique au département de mathématiques appliquées et de physique théorique de l'université de Cambridge et professeur titulaire au King's College de Cambridge. Depuis 2007, il est professeur de physique quantique au Mathematical Institute de l'université d'Oxford et professeur Lee Kong Chian Centennial à l'université nationale de Singapour.
Il travaille avec et conseille plusieurs entreprises et agences gouvernementales. Il siège à plusieurs conseils consultatifs professionnels et est l'un des administrateurs de la Fondation Croucher.

## Recherches
Les recherches d'Ekert s'étendent sur la plupart des aspects du traitement de l'information dans les systèmes de mécanique quantique, avec un accent sur la cryptographie quantique et le calcul quantique. S'appuyant sur l'idée de non-localité quantique et les inégalités de Bell, il introduit la distribution de clé quantique basée sur l'intrication. Son article de 1991 inaugure une série de nouvelles recherches qui établissent un nouveau domaine vigoureusement actif de la physique et de la cryptographie. C'est l'un des articles les plus cités dans le domaine et est choisi par les éditeurs des Physical Review Letters comme l'une de leurs « lettres marquantes », c'est-à-dire des articles qui ont apporté d'importantes contributions à la physique, annoncé des découvertes importantes ou lancé de nouveaux domaines de recherche. Ses travaux ultérieurs avec John Rarity et Paul Tapster, de l'Agence de recherche pour la défense (DRA) à Malvern, aboutissent à la preuve de principe de la distribution expérimentale de clés quantiques, introduisant la conversion descendante paramétrique, le codage de phase et l'interférométrie quantique dans le répertoire de la cryptographie. Lui et ses collaborateurs sont les premiers à développer le concept d'une preuve de sécurité basée sur la purification de l'intrication.
Artur Ekert et ses collègues apportent un certain nombre de contributions à la fois aux aspects théoriques du calcul quantique et à des propositions pour ses réalisations expérimentales. Il s'agit notamment de prouver que presque toutes les portes logiques quantiques fonctionnant sur deux bits quantiques sont universelles, proposant l'une des premières implémentations réalistes du calcul quantique, par exemple en utilisant le couplage dipôle-dipôle induit dans un réseau de points quantiques à commande optique, introduisant des portes logiques quantiques géométriques plus stables et proposant un "codage sans bruit", qui devient plus tard connu sous le nom de sous-espaces sans décohérence. Ses autres contributions notables comprennent des travaux sur l'échange d'état quantique, l'estimation optimale de l'état quantique et le transfert d'état quantique. Avec certains des mêmes collaborateurs, il écrit sur les liens entre la notion de preuves mathématiques et les lois de la physique. Il contribue également à des écrits semi-populaires sur l'histoire des sciences.

## Honneurs et récompenses
Pour sa découverte de la cryptographie quantique, il reçoit la médaille et le prix Maxwell 1995 de l'Institute of Physics, la médaille Hughes 2007 de la Royal Society et le prix Micius Quantum en 2019. Il est également co-récipiendaire du prix Descartes de l'Union européenne en 2004. En 2016, il est élu membre de la Royal Society. Il est membre de l'Académie nationale des sciences de Singapour et récipiendaire de la médaille d'argent de l'administration publique de Singapour 2017 Pingat Pentadbiran Awam.